# Autesión
En la mitología griega, Autesión (en griego antiguo: Αὐτεσίων, genitivo Αὐτεσίωνος), era el hijo de Tisámeno, rey de Tebas, nieto de Tersandro y Demonasa, y bisnieto de Polinices y Argía.
Fue el padre de Teras y Argía, esta última se casó con el heráclida Aristodemo, en consecuencia, era el abuelo de los gemelos Eurístenes y Procles. 
Autesión era natural de Tebas y sucedió a su padre en el trono. Emigró  de su ciudad natal siguiendo los dictados de un oráculo, llegó al Peloponeso y se estableció en Esparta.
| Predecesor: Tisámeno | Reyes de Tebas | Sucesor: Damasictón |